# Rorippa amphibia
Rorippa amphibia es una crucífera perenne de hasta 120 cm de altura, normalmente glabra y a menudo con estolones. Sus hojas son muy variables: enteras, dentadas, o muy divididas; las superiores lanceoladas y sentadas. Tiene pétalos  amarillos, el doble de largos que los sépalos. Su fruto es una silicua ovoide de 3 a 6 mm de longitud. Florece desde finales de primavera hasta finales del verano.
Habita lugares húmedos y márgenes de arroyos de toda Europa